# Stade de Es-Semara
Stade de Es-Semara – wielofunkcyjny stadion w mieście As-Samara, w Saharze Zachodniej, dawnej kolonii hiszpańskiej, obecnie pod kontrolą marokańską. Jest obecnie używany głównie dla meczów piłki nożnej. Stadion może pomieścić 1 000 osób.